# Talaromyces allahabadensis
Talarómyces allahabadénsis (лат.) — вид несовершенных грибов (телеоморфная стадия неизвестна), относящийся к роду таларомицес (Talaromyces). Ранее включался в состав рода пеницилл (Penicillium) как Penicillium allahabadense — пеници́лл аллагаба́дский.

## Описание
Колонии на CYA на 7-е сутки 2—2,5 см в диаметре, слабо радиально-бороздчатые, с белым и жёлтым мицелием, бархатистые и шерстистые, с необильным до обильного спороношением в серо-зелёных тонах. Капельки экссудата неокрашенные и жёлтые. Реверс колоний в центре оранжевый до серовато-оранжевого, ближе к краю светло-жёлтый, растворимый пигмент в среду не выделяется.
На агаре с солодовым экстрактом (MEA) колонии с белым и жёлтым мицелием, бархатистые. Спороношение довольно обильное, тускло-зелёное. Выделяется жёлтый экссудат. Реверс в центре тёмно-коричневый, по краю более светлый, пигмент в среду не выделяется.
На агаре с дрожжевым экстрактом и сахарозой (YES) колонии с белым и жёлтым мицелием, бархатистые, спороносящие с разной интенсивностью. Экссудат обычно отсутствует, реже необильный, бесцветный. Растворимый пигмент не выделяется, реверс колоний в центре коричнево-оранжевый, по краям серовато-оранжевый.
Конидиеносцы — двухъярусные кисточки с гладкостенной ножкой 50—175 мкм длиной и 2,5—2,7 мкм толщиной. Метулы в конечной мутовке по 3—6, расходящиеся, 8—11 мкм длиной. Фиалиды игловидные, по 3—6 в пучке, 8,5—11 × 2—3 мкм. Конидии эллипсоидальные до веретеновидных, гладкостенные, 2,5—4,5 × 1,7—2,5 мкм.

### Отличия от близких видов
Определяется по бархатистым на большинстве сред колониям с ярко-жёлтым мицелием. Хорошо растёт при 37 °C, но не растёт при 40 °C. Характерны эллипсоидальные до веретеновидных конидии. Близок Talaromyces radicus, от которого отличается более обильным спороношением, неспособностью расти при 40 °C, выделением кислот на креатиново-сахарозном агаре (CREA).

## Экология и значение
Преимущественно почвенный гриб, изредка встречающийся в качестве загрязнителя на разных органических субстратах. Нередко выделяется из проб воздуха.

## Таксономия
Talaromyces allahabadensis (B.S.Mehrotra & D.Kumar) Samson, Yilmaz, Frisvad & Seifert, Stud. Mycol. 70: 174 (2011). — Penicillium allahabadense B.S.Mehrotra & D.Kumar, Can. J. Bot. 40 (10): 1399 (1962).

### Синонимы
- Penicillium allahabadense B.S.Mehrotra & D.Kumar, 1962
- Penicillium zacinthae C.Ramírez & A.T.Martínez, 1977